# Шифмана-1 захист
Захист Шифмана-1 — ідея в шаховій композиції. Суть ідеї — чорні зв'язують свої фігури в розрахунку на їх наступне непряме розв'язування білими.

## Історія

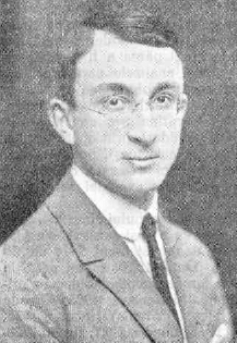
Ізраїль Абрам Шифман

Цю ідею запропонував у 1927 році румунський шаховий композитор Ізраїль Абрамович Шифман (27.09.1903 — 29.04.1930), до 1918 року жив в Одесі.
Після першого ходу білих виникає загроза оголошення мату чорному королю. Чорні захищаються, зв'язуючи свої фігури, і якщо білі спробують втілити загрозу, то чорна фігура буде непрямо (опосередковано) розв'язана і мат не проходитиме. Білі оголошують мат в інший спосіб, як правило з використанням щойно зв'язаної чорної фігури.
Оскільки є інші задуми І. Шифмана, ця ідея дістала назву — захист Шифмана-1. Цей задум дещо подібний на Нітвельта-1 захист, але там виникає загроза з прямим розв'язуванням чорної фігури.
Ізраїль Шифман ще є співавтором теми Соли — Шифмана.
|   | a | b | c | d | e | f | g | h |   |
| 8 | a8 білий король · f8 чорний слон · f7 чорний пішак · a6 білий ферзь · f6 чорний пішак · g6 чорний ферзь · b5 чорний пішак · c5 біла тура · d5 чорний пішак · b4 білий пішак · d4 чорний король · e4 білий пішак · g4 біла тура · c3 чорний кінь · d3 чорний пішак · d2 білий кінь · f2 білий пішак · h2 білий слон · d1 чорний слон | a8 білий король · f8 чорний слон · f7 чорний пішак · a6 білий ферзь · f6 чорний пішак · g6 чорний ферзь · b5 чорний пішак · c5 біла тура · d5 чорний пішак · b4 білий пішак · d4 чорний король · e4 білий пішак · g4 біла тура · c3 чорний кінь · d3 чорний пішак · d2 білий кінь · f2 білий пішак · h2 білий слон · d1 чорний слон | a8 білий король · f8 чорний слон · f7 чорний пішак · a6 білий ферзь · f6 чорний пішак · g6 чорний ферзь · b5 чорний пішак · c5 біла тура · d5 чорний пішак · b4 білий пішак · d4 чорний король · e4 білий пішак · g4 біла тура · c3 чорний кінь · d3 чорний пішак · d2 білий кінь · f2 білий пішак · h2 білий слон · d1 чорний слон | a8 білий король · f8 чорний слон · f7 чорний пішак · a6 білий ферзь · f6 чорний пішак · g6 чорний ферзь · b5 чорний пішак · c5 біла тура · d5 чорний пішак · b4 білий пішак · d4 чорний король · e4 білий пішак · g4 біла тура · c3 чорний кінь · d3 чорний пішак · d2 білий кінь · f2 білий пішак · h2 білий слон · d1 чорний слон | a8 білий король · f8 чорний слон · f7 чорний пішак · a6 білий ферзь · f6 чорний пішак · g6 чорний ферзь · b5 чорний пішак · c5 біла тура · d5 чорний пішак · b4 білий пішак · d4 чорний король · e4 білий пішак · g4 біла тура · c3 чорний кінь · d3 чорний пішак · d2 білий кінь · f2 білий пішак · h2 білий слон · d1 чорний слон | a8 білий король · f8 чорний слон · f7 чорний пішак · a6 білий ферзь · f6 чорний пішак · g6 чорний ферзь · b5 чорний пішак · c5 біла тура · d5 чорний пішак · b4 білий пішак · d4 чорний король · e4 білий пішак · g4 біла тура · c3 чорний кінь · d3 чорний пішак · d2 білий кінь · f2 білий пішак · h2 білий слон · d1 чорний слон | a8 білий король · f8 чорний слон · f7 чорний пішак · a6 білий ферзь · f6 чорний пішак · g6 чорний ферзь · b5 чорний пішак · c5 біла тура · d5 чорний пішак · b4 білий пішак · d4 чорний король · e4 білий пішак · g4 біла тура · c3 чорний кінь · d3 чорний пішак · d2 білий кінь · f2 білий пішак · h2 білий слон · d1 чорний слон | a8 білий король · f8 чорний слон · f7 чорний пішак · a6 білий ферзь · f6 чорний пішак · g6 чорний ферзь · b5 чорний пішак · c5 біла тура · d5 чорний пішак · b4 білий пішак · d4 чорний король · e4 білий пішак · g4 біла тура · c3 чорний кінь · d3 чорний пішак · d2 білий кінь · f2 білий пішак · h2 білий слон · d1 чорний слон | 8 |
| 7 | a8 білий король · f8 чорний слон · f7 чорний пішак · a6 білий ферзь · f6 чорний пішак · g6 чорний ферзь · b5 чорний пішак · c5 біла тура · d5 чорний пішак · b4 білий пішак · d4 чорний король · e4 білий пішак · g4 біла тура · c3 чорний кінь · d3 чорний пішак · d2 білий кінь · f2 білий пішак · h2 білий слон · d1 чорний слон | a8 білий король · f8 чорний слон · f7 чорний пішак · a6 білий ферзь · f6 чорний пішак · g6 чорний ферзь · b5 чорний пішак · c5 біла тура · d5 чорний пішак · b4 білий пішак · d4 чорний король · e4 білий пішак · g4 біла тура · c3 чорний кінь · d3 чорний пішак · d2 білий кінь · f2 білий пішак · h2 білий слон · d1 чорний слон | a8 білий король · f8 чорний слон · f7 чорний пішак · a6 білий ферзь · f6 чорний пішак · g6 чорний ферзь · b5 чорний пішак · c5 біла тура · d5 чорний пішак · b4 білий пішак · d4 чорний король · e4 білий пішак · g4 біла тура · c3 чорний кінь · d3 чорний пішак · d2 білий кінь · f2 білий пішак · h2 білий слон · d1 чорний слон | a8 білий король · f8 чорний слон · f7 чорний пішак · a6 білий ферзь · f6 чорний пішак · g6 чорний ферзь · b5 чорний пішак · c5 біла тура · d5 чорний пішак · b4 білий пішак · d4 чорний король · e4 білий пішак · g4 біла тура · c3 чорний кінь · d3 чорний пішак · d2 білий кінь · f2 білий пішак · h2 білий слон · d1 чорний слон | a8 білий король · f8 чорний слон · f7 чорний пішак · a6 білий ферзь · f6 чорний пішак · g6 чорний ферзь · b5 чорний пішак · c5 біла тура · d5 чорний пішак · b4 білий пішак · d4 чорний король · e4 білий пішак · g4 біла тура · c3 чорний кінь · d3 чорний пішак · d2 білий кінь · f2 білий пішак · h2 білий слон · d1 чорний слон | a8 білий король · f8 чорний слон · f7 чорний пішак · a6 білий ферзь · f6 чорний пішак · g6 чорний ферзь · b5 чорний пішак · c5 біла тура · d5 чорний пішак · b4 білий пішак · d4 чорний король · e4 білий пішак · g4 біла тура · c3 чорний кінь · d3 чорний пішак · d2 білий кінь · f2 білий пішак · h2 білий слон · d1 чорний слон | a8 білий король · f8 чорний слон · f7 чорний пішак · a6 білий ферзь · f6 чорний пішак · g6 чорний ферзь · b5 чорний пішак · c5 біла тура · d5 чорний пішак · b4 білий пішак · d4 чорний король · e4 білий пішак · g4 біла тура · c3 чорний кінь · d3 чорний пішак · d2 білий кінь · f2 білий пішак · h2 білий слон · d1 чорний слон | a8 білий король · f8 чорний слон · f7 чорний пішак · a6 білий ферзь · f6 чорний пішак · g6 чорний ферзь · b5 чорний пішак · c5 біла тура · d5 чорний пішак · b4 білий пішак · d4 чорний король · e4 білий пішак · g4 біла тура · c3 чорний кінь · d3 чорний пішак · d2 білий кінь · f2 білий пішак · h2 білий слон · d1 чорний слон | 7 |
| 6 | a8 білий король · f8 чорний слон · f7 чорний пішак · a6 білий ферзь · f6 чорний пішак · g6 чорний ферзь · b5 чорний пішак · c5 біла тура · d5 чорний пішак · b4 білий пішак · d4 чорний король · e4 білий пішак · g4 біла тура · c3 чорний кінь · d3 чорний пішак · d2 білий кінь · f2 білий пішак · h2 білий слон · d1 чорний слон | a8 білий король · f8 чорний слон · f7 чорний пішак · a6 білий ферзь · f6 чорний пішак · g6 чорний ферзь · b5 чорний пішак · c5 біла тура · d5 чорний пішак · b4 білий пішак · d4 чорний король · e4 білий пішак · g4 біла тура · c3 чорний кінь · d3 чорний пішак · d2 білий кінь · f2 білий пішак · h2 білий слон · d1 чорний слон | a8 білий король · f8 чорний слон · f7 чорний пішак · a6 білий ферзь · f6 чорний пішак · g6 чорний ферзь · b5 чорний пішак · c5 біла тура · d5 чорний пішак · b4 білий пішак · d4 чорний король · e4 білий пішак · g4 біла тура · c3 чорний кінь · d3 чорний пішак · d2 білий кінь · f2 білий пішак · h2 білий слон · d1 чорний слон | a8 білий король · f8 чорний слон · f7 чорний пішак · a6 білий ферзь · f6 чорний пішак · g6 чорний ферзь · b5 чорний пішак · c5 біла тура · d5 чорний пішак · b4 білий пішак · d4 чорний король · e4 білий пішак · g4 біла тура · c3 чорний кінь · d3 чорний пішак · d2 білий кінь · f2 білий пішак · h2 білий слон · d1 чорний слон | a8 білий король · f8 чорний слон · f7 чорний пішак · a6 білий ферзь · f6 чорний пішак · g6 чорний ферзь · b5 чорний пішак · c5 біла тура · d5 чорний пішак · b4 білий пішак · d4 чорний король · e4 білий пішак · g4 біла тура · c3 чорний кінь · d3 чорний пішак · d2 білий кінь · f2 білий пішак · h2 білий слон · d1 чорний слон | a8 білий король · f8 чорний слон · f7 чорний пішак · a6 білий ферзь · f6 чорний пішак · g6 чорний ферзь · b5 чорний пішак · c5 біла тура · d5 чорний пішак · b4 білий пішак · d4 чорний король · e4 білий пішак · g4 біла тура · c3 чорний кінь · d3 чорний пішак · d2 білий кінь · f2 білий пішак · h2 білий слон · d1 чорний слон | a8 білий король · f8 чорний слон · f7 чорний пішак · a6 білий ферзь · f6 чорний пішак · g6 чорний ферзь · b5 чорний пішак · c5 біла тура · d5 чорний пішак · b4 білий пішак · d4 чорний король · e4 білий пішак · g4 біла тура · c3 чорний кінь · d3 чорний пішак · d2 білий кінь · f2 білий пішак · h2 білий слон · d1 чорний слон | a8 білий король · f8 чорний слон · f7 чорний пішак · a6 білий ферзь · f6 чорний пішак · g6 чорний ферзь · b5 чорний пішак · c5 біла тура · d5 чорний пішак · b4 білий пішак · d4 чорний король · e4 білий пішак · g4 біла тура · c3 чорний кінь · d3 чорний пішак · d2 білий кінь · f2 білий пішак · h2 білий слон · d1 чорний слон | 6 |
| 5 | a8 білий король · f8 чорний слон · f7 чорний пішак · a6 білий ферзь · f6 чорний пішак · g6 чорний ферзь · b5 чорний пішак · c5 біла тура · d5 чорний пішак · b4 білий пішак · d4 чорний король · e4 білий пішак · g4 біла тура · c3 чорний кінь · d3 чорний пішак · d2 білий кінь · f2 білий пішак · h2 білий слон · d1 чорний слон | a8 білий король · f8 чорний слон · f7 чорний пішак · a6 білий ферзь · f6 чорний пішак · g6 чорний ферзь · b5 чорний пішак · c5 біла тура · d5 чорний пішак · b4 білий пішак · d4 чорний король · e4 білий пішак · g4 біла тура · c3 чорний кінь · d3 чорний пішак · d2 білий кінь · f2 білий пішак · h2 білий слон · d1 чорний слон | a8 білий король · f8 чорний слон · f7 чорний пішак · a6 білий ферзь · f6 чорний пішак · g6 чорний ферзь · b5 чорний пішак · c5 біла тура · d5 чорний пішак · b4 білий пішак · d4 чорний король · e4 білий пішак · g4 біла тура · c3 чорний кінь · d3 чорний пішак · d2 білий кінь · f2 білий пішак · h2 білий слон · d1 чорний слон | a8 білий король · f8 чорний слон · f7 чорний пішак · a6 білий ферзь · f6 чорний пішак · g6 чорний ферзь · b5 чорний пішак · c5 біла тура · d5 чорний пішак · b4 білий пішак · d4 чорний король · e4 білий пішак · g4 біла тура · c3 чорний кінь · d3 чорний пішак · d2 білий кінь · f2 білий пішак · h2 білий слон · d1 чорний слон | a8 білий король · f8 чорний слон · f7 чорний пішак · a6 білий ферзь · f6 чорний пішак · g6 чорний ферзь · b5 чорний пішак · c5 біла тура · d5 чорний пішак · b4 білий пішак · d4 чорний король · e4 білий пішак · g4 біла тура · c3 чорний кінь · d3 чорний пішак · d2 білий кінь · f2 білий пішак · h2 білий слон · d1 чорний слон | a8 білий король · f8 чорний слон · f7 чорний пішак · a6 білий ферзь · f6 чорний пішак · g6 чорний ферзь · b5 чорний пішак · c5 біла тура · d5 чорний пішак · b4 білий пішак · d4 чорний король · e4 білий пішак · g4 біла тура · c3 чорний кінь · d3 чорний пішак · d2 білий кінь · f2 білий пішак · h2 білий слон · d1 чорний слон | a8 білий король · f8 чорний слон · f7 чорний пішак · a6 білий ферзь · f6 чорний пішак · g6 чорний ферзь · b5 чорний пішак · c5 біла тура · d5 чорний пішак · b4 білий пішак · d4 чорний король · e4 білий пішак · g4 біла тура · c3 чорний кінь · d3 чорний пішак · d2 білий кінь · f2 білий пішак · h2 білий слон · d1 чорний слон | a8 білий король · f8 чорний слон · f7 чорний пішак · a6 білий ферзь · f6 чорний пішак · g6 чорний ферзь · b5 чорний пішак · c5 біла тура · d5 чорний пішак · b4 білий пішак · d4 чорний король · e4 білий пішак · g4 біла тура · c3 чорний кінь · d3 чорний пішак · d2 білий кінь · f2 білий пішак · h2 білий слон · d1 чорний слон | 5 |
| 4 | a8 білий король · f8 чорний слон · f7 чорний пішак · a6 білий ферзь · f6 чорний пішак · g6 чорний ферзь · b5 чорний пішак · c5 біла тура · d5 чорний пішак · b4 білий пішак · d4 чорний король · e4 білий пішак · g4 біла тура · c3 чорний кінь · d3 чорний пішак · d2 білий кінь · f2 білий пішак · h2 білий слон · d1 чорний слон | a8 білий король · f8 чорний слон · f7 чорний пішак · a6 білий ферзь · f6 чорний пішак · g6 чорний ферзь · b5 чорний пішак · c5 біла тура · d5 чорний пішак · b4 білий пішак · d4 чорний король · e4 білий пішак · g4 біла тура · c3 чорний кінь · d3 чорний пішак · d2 білий кінь · f2 білий пішак · h2 білий слон · d1 чорний слон | a8 білий король · f8 чорний слон · f7 чорний пішак · a6 білий ферзь · f6 чорний пішак · g6 чорний ферзь · b5 чорний пішак · c5 біла тура · d5 чорний пішак · b4 білий пішак · d4 чорний король · e4 білий пішак · g4 біла тура · c3 чорний кінь · d3 чорний пішак · d2 білий кінь · f2 білий пішак · h2 білий слон · d1 чорний слон | a8 білий король · f8 чорний слон · f7 чорний пішак · a6 білий ферзь · f6 чорний пішак · g6 чорний ферзь · b5 чорний пішак · c5 біла тура · d5 чорний пішак · b4 білий пішак · d4 чорний король · e4 білий пішак · g4 біла тура · c3 чорний кінь · d3 чорний пішак · d2 білий кінь · f2 білий пішак · h2 білий слон · d1 чорний слон | a8 білий король · f8 чорний слон · f7 чорний пішак · a6 білий ферзь · f6 чорний пішак · g6 чорний ферзь · b5 чорний пішак · c5 біла тура · d5 чорний пішак · b4 білий пішак · d4 чорний король · e4 білий пішак · g4 біла тура · c3 чорний кінь · d3 чорний пішак · d2 білий кінь · f2 білий пішак · h2 білий слон · d1 чорний слон | a8 білий король · f8 чорний слон · f7 чорний пішак · a6 білий ферзь · f6 чорний пішак · g6 чорний ферзь · b5 чорний пішак · c5 біла тура · d5 чорний пішак · b4 білий пішак · d4 чорний король · e4 білий пішак · g4 біла тура · c3 чорний кінь · d3 чорний пішак · d2 білий кінь · f2 білий пішак · h2 білий слон · d1 чорний слон | a8 білий король · f8 чорний слон · f7 чорний пішак · a6 білий ферзь · f6 чорний пішак · g6 чорний ферзь · b5 чорний пішак · c5 біла тура · d5 чорний пішак · b4 білий пішак · d4 чорний король · e4 білий пішак · g4 біла тура · c3 чорний кінь · d3 чорний пішак · d2 білий кінь · f2 білий пішак · h2 білий слон · d1 чорний слон | a8 білий король · f8 чорний слон · f7 чорний пішак · a6 білий ферзь · f6 чорний пішак · g6 чорний ферзь · b5 чорний пішак · c5 біла тура · d5 чорний пішак · b4 білий пішак · d4 чорний король · e4 білий пішак · g4 біла тура · c3 чорний кінь · d3 чорний пішак · d2 білий кінь · f2 білий пішак · h2 білий слон · d1 чорний слон | 4 |
| 3 | a8 білий король · f8 чорний слон · f7 чорний пішак · a6 білий ферзь · f6 чорний пішак · g6 чорний ферзь · b5 чорний пішак · c5 біла тура · d5 чорний пішак · b4 білий пішак · d4 чорний король · e4 білий пішак · g4 біла тура · c3 чорний кінь · d3 чорний пішак · d2 білий кінь · f2 білий пішак · h2 білий слон · d1 чорний слон | a8 білий король · f8 чорний слон · f7 чорний пішак · a6 білий ферзь · f6 чорний пішак · g6 чорний ферзь · b5 чорний пішак · c5 біла тура · d5 чорний пішак · b4 білий пішак · d4 чорний король · e4 білий пішак · g4 біла тура · c3 чорний кінь · d3 чорний пішак · d2 білий кінь · f2 білий пішак · h2 білий слон · d1 чорний слон | a8 білий король · f8 чорний слон · f7 чорний пішак · a6 білий ферзь · f6 чорний пішак · g6 чорний ферзь · b5 чорний пішак · c5 біла тура · d5 чорний пішак · b4 білий пішак · d4 чорний король · e4 білий пішак · g4 біла тура · c3 чорний кінь · d3 чорний пішак · d2 білий кінь · f2 білий пішак · h2 білий слон · d1 чорний слон | a8 білий король · f8 чорний слон · f7 чорний пішак · a6 білий ферзь · f6 чорний пішак · g6 чорний ферзь · b5 чорний пішак · c5 біла тура · d5 чорний пішак · b4 білий пішак · d4 чорний король · e4 білий пішак · g4 біла тура · c3 чорний кінь · d3 чорний пішак · d2 білий кінь · f2 білий пішак · h2 білий слон · d1 чорний слон | a8 білий король · f8 чорний слон · f7 чорний пішак · a6 білий ферзь · f6 чорний пішак · g6 чорний ферзь · b5 чорний пішак · c5 біла тура · d5 чорний пішак · b4 білий пішак · d4 чорний король · e4 білий пішак · g4 біла тура · c3 чорний кінь · d3 чорний пішак · d2 білий кінь · f2 білий пішак · h2 білий слон · d1 чорний слон | a8 білий король · f8 чорний слон · f7 чорний пішак · a6 білий ферзь · f6 чорний пішак · g6 чорний ферзь · b5 чорний пішак · c5 біла тура · d5 чорний пішак · b4 білий пішак · d4 чорний король · e4 білий пішак · g4 біла тура · c3 чорний кінь · d3 чорний пішак · d2 білий кінь · f2 білий пішак · h2 білий слон · d1 чорний слон | a8 білий король · f8 чорний слон · f7 чорний пішак · a6 білий ферзь · f6 чорний пішак · g6 чорний ферзь · b5 чорний пішак · c5 біла тура · d5 чорний пішак · b4 білий пішак · d4 чорний король · e4 білий пішак · g4 біла тура · c3 чорний кінь · d3 чорний пішак · d2 білий кінь · f2 білий пішак · h2 білий слон · d1 чорний слон | a8 білий король · f8 чорний слон · f7 чорний пішак · a6 білий ферзь · f6 чорний пішак · g6 чорний ферзь · b5 чорний пішак · c5 біла тура · d5 чорний пішак · b4 білий пішак · d4 чорний король · e4 білий пішак · g4 біла тура · c3 чорний кінь · d3 чорний пішак · d2 білий кінь · f2 білий пішак · h2 білий слон · d1 чорний слон | 3 |
| 2 | a8 білий король · f8 чорний слон · f7 чорний пішак · a6 білий ферзь · f6 чорний пішак · g6 чорний ферзь · b5 чорний пішак · c5 біла тура · d5 чорний пішак · b4 білий пішак · d4 чорний король · e4 білий пішак · g4 біла тура · c3 чорний кінь · d3 чорний пішак · d2 білий кінь · f2 білий пішак · h2 білий слон · d1 чорний слон | a8 білий король · f8 чорний слон · f7 чорний пішак · a6 білий ферзь · f6 чорний пішак · g6 чорний ферзь · b5 чорний пішак · c5 біла тура · d5 чорний пішак · b4 білий пішак · d4 чорний король · e4 білий пішак · g4 біла тура · c3 чорний кінь · d3 чорний пішак · d2 білий кінь · f2 білий пішак · h2 білий слон · d1 чорний слон | a8 білий король · f8 чорний слон · f7 чорний пішак · a6 білий ферзь · f6 чорний пішак · g6 чорний ферзь · b5 чорний пішак · c5 біла тура · d5 чорний пішак · b4 білий пішак · d4 чорний король · e4 білий пішак · g4 біла тура · c3 чорний кінь · d3 чорний пішак · d2 білий кінь · f2 білий пішак · h2 білий слон · d1 чорний слон | a8 білий король · f8 чорний слон · f7 чорний пішак · a6 білий ферзь · f6 чорний пішак · g6 чорний ферзь · b5 чорний пішак · c5 біла тура · d5 чорний пішак · b4 білий пішак · d4 чорний король · e4 білий пішак · g4 біла тура · c3 чорний кінь · d3 чорний пішак · d2 білий кінь · f2 білий пішак · h2 білий слон · d1 чорний слон | a8 білий король · f8 чорний слон · f7 чорний пішак · a6 білий ферзь · f6 чорний пішак · g6 чорний ферзь · b5 чорний пішак · c5 біла тура · d5 чорний пішак · b4 білий пішак · d4 чорний король · e4 білий пішак · g4 біла тура · c3 чорний кінь · d3 чорний пішак · d2 білий кінь · f2 білий пішак · h2 білий слон · d1 чорний слон | a8 білий король · f8 чорний слон · f7 чорний пішак · a6 білий ферзь · f6 чорний пішак · g6 чорний ферзь · b5 чорний пішак · c5 біла тура · d5 чорний пішак · b4 білий пішак · d4 чорний король · e4 білий пішак · g4 біла тура · c3 чорний кінь · d3 чорний пішак · d2 білий кінь · f2 білий пішак · h2 білий слон · d1 чорний слон | a8 білий король · f8 чорний слон · f7 чорний пішак · a6 білий ферзь · f6 чорний пішак · g6 чорний ферзь · b5 чорний пішак · c5 біла тура · d5 чорний пішак · b4 білий пішак · d4 чорний король · e4 білий пішак · g4 біла тура · c3 чорний кінь · d3 чорний пішак · d2 білий кінь · f2 білий пішак · h2 білий слон · d1 чорний слон | a8 білий король · f8 чорний слон · f7 чорний пішак · a6 білий ферзь · f6 чорний пішак · g6 чорний ферзь · b5 чорний пішак · c5 біла тура · d5 чорний пішак · b4 білий пішак · d4 чорний король · e4 білий пішак · g4 біла тура · c3 чорний кінь · d3 чорний пішак · d2 білий кінь · f2 білий пішак · h2 білий слон · d1 чорний слон | 2 |
| 1 | a8 білий король · f8 чорний слон · f7 чорний пішак · a6 білий ферзь · f6 чорний пішак · g6 чорний ферзь · b5 чорний пішак · c5 біла тура · d5 чорний пішак · b4 білий пішак · d4 чорний король · e4 білий пішак · g4 біла тура · c3 чорний кінь · d3 чорний пішак · d2 білий кінь · f2 білий пішак · h2 білий слон · d1 чорний слон | a8 білий король · f8 чорний слон · f7 чорний пішак · a6 білий ферзь · f6 чорний пішак · g6 чорний ферзь · b5 чорний пішак · c5 біла тура · d5 чорний пішак · b4 білий пішак · d4 чорний король · e4 білий пішак · g4 біла тура · c3 чорний кінь · d3 чорний пішак · d2 білий кінь · f2 білий пішак · h2 білий слон · d1 чорний слон | a8 білий король · f8 чорний слон · f7 чорний пішак · a6 білий ферзь · f6 чорний пішак · g6 чорний ферзь · b5 чорний пішак · c5 біла тура · d5 чорний пішак · b4 білий пішак · d4 чорний король · e4 білий пішак · g4 біла тура · c3 чорний кінь · d3 чорний пішак · d2 білий кінь · f2 білий пішак · h2 білий слон · d1 чорний слон | a8 білий король · f8 чорний слон · f7 чорний пішак · a6 білий ферзь · f6 чорний пішак · g6 чорний ферзь · b5 чорний пішак · c5 біла тура · d5 чорний пішак · b4 білий пішак · d4 чорний король · e4 білий пішак · g4 біла тура · c3 чорний кінь · d3 чорний пішак · d2 білий кінь · f2 білий пішак · h2 білий слон · d1 чорний слон | a8 білий король · f8 чорний слон · f7 чорний пішак · a6 білий ферзь · f6 чорний пішак · g6 чорний ферзь · b5 чорний пішак · c5 біла тура · d5 чорний пішак · b4 білий пішак · d4 чорний король · e4 білий пішак · g4 біла тура · c3 чорний кінь · d3 чорний пішак · d2 білий кінь · f2 білий пішак · h2 білий слон · d1 чорний слон | a8 білий король · f8 чорний слон · f7 чорний пішак · a6 білий ферзь · f6 чорний пішак · g6 чорний ферзь · b5 чорний пішак · c5 біла тура · d5 чорний пішак · b4 білий пішак · d4 чорний король · e4 білий пішак · g4 біла тура · c3 чорний кінь · d3 чорний пішак · d2 білий кінь · f2 білий пішак · h2 білий слон · d1 чорний слон | a8 білий король · f8 чорний слон · f7 чорний пішак · a6 білий ферзь · f6 чорний пішак · g6 чорний ферзь · b5 чорний пішак · c5 біла тура · d5 чорний пішак · b4 білий пішак · d4 чорний король · e4 білий пішак · g4 біла тура · c3 чорний кінь · d3 чорний пішак · d2 білий кінь · f2 білий пішак · h2 білий слон · d1 чорний слон | a8 білий король · f8 чорний слон · f7 чорний пішак · a6 білий ферзь · f6 чорний пішак · g6 чорний ферзь · b5 чорний пішак · c5 біла тура · d5 чорний пішак · b4 білий пішак · d4 чорний король · e4 білий пішак · g4 біла тура · c3 чорний кінь · d3 чорний пішак · d2 білий кінь · f2 білий пішак · h2 білий слон · d1 чорний слон | 1 |
|   | a | b | c | d | e | f | g | h |   |

FEN: K4b2/5p2/Q4pq1/1pRp4/1P1kP1R1/2np4/3N1P1B/3b4
1. Bg1! ~ 2. f4#
1. ... Qxe4 2. Qxf6#
1. ... Sxe4 2. Qa1#
1. ... de    2. f3#
- — - — - — -
1. ... Se2 2. Sf3#
|   | a | b | c | d | e | f | g | h |   |
| 8 | a8 білий слон · f8 біла тура · e7 біла тура · g7 білий король · h7 білий ферзь · c6 білий кінь · d6 білий пішак · e6 білий пішак · g6 білий кінь · h6 чорний пішак · c5 білий пішак · g5 чорний пішак · h5 чорний пішак · e4 чорний король · c3 чорний пішак · h3 чорна тура · a2 чорний ферзь · b2 чорний пішак · d2 чорний пішак · e2 чорний пішак · g1 білий слон | a8 білий слон · f8 біла тура · e7 біла тура · g7 білий король · h7 білий ферзь · c6 білий кінь · d6 білий пішак · e6 білий пішак · g6 білий кінь · h6 чорний пішак · c5 білий пішак · g5 чорний пішак · h5 чорний пішак · e4 чорний король · c3 чорний пішак · h3 чорна тура · a2 чорний ферзь · b2 чорний пішак · d2 чорний пішак · e2 чорний пішак · g1 білий слон | a8 білий слон · f8 біла тура · e7 біла тура · g7 білий король · h7 білий ферзь · c6 білий кінь · d6 білий пішак · e6 білий пішак · g6 білий кінь · h6 чорний пішак · c5 білий пішак · g5 чорний пішак · h5 чорний пішак · e4 чорний король · c3 чорний пішак · h3 чорна тура · a2 чорний ферзь · b2 чорний пішак · d2 чорний пішак · e2 чорний пішак · g1 білий слон | a8 білий слон · f8 біла тура · e7 біла тура · g7 білий король · h7 білий ферзь · c6 білий кінь · d6 білий пішак · e6 білий пішак · g6 білий кінь · h6 чорний пішак · c5 білий пішак · g5 чорний пішак · h5 чорний пішак · e4 чорний король · c3 чорний пішак · h3 чорна тура · a2 чорний ферзь · b2 чорний пішак · d2 чорний пішак · e2 чорний пішак · g1 білий слон | a8 білий слон · f8 біла тура · e7 біла тура · g7 білий король · h7 білий ферзь · c6 білий кінь · d6 білий пішак · e6 білий пішак · g6 білий кінь · h6 чорний пішак · c5 білий пішак · g5 чорний пішак · h5 чорний пішак · e4 чорний король · c3 чорний пішак · h3 чорна тура · a2 чорний ферзь · b2 чорний пішак · d2 чорний пішак · e2 чорний пішак · g1 білий слон | a8 білий слон · f8 біла тура · e7 біла тура · g7 білий король · h7 білий ферзь · c6 білий кінь · d6 білий пішак · e6 білий пішак · g6 білий кінь · h6 чорний пішак · c5 білий пішак · g5 чорний пішак · h5 чорний пішак · e4 чорний король · c3 чорний пішак · h3 чорна тура · a2 чорний ферзь · b2 чорний пішак · d2 чорний пішак · e2 чорний пішак · g1 білий слон | a8 білий слон · f8 біла тура · e7 біла тура · g7 білий король · h7 білий ферзь · c6 білий кінь · d6 білий пішак · e6 білий пішак · g6 білий кінь · h6 чорний пішак · c5 білий пішак · g5 чорний пішак · h5 чорний пішак · e4 чорний король · c3 чорний пішак · h3 чорна тура · a2 чорний ферзь · b2 чорний пішак · d2 чорний пішак · e2 чорний пішак · g1 білий слон | a8 білий слон · f8 біла тура · e7 біла тура · g7 білий король · h7 білий ферзь · c6 білий кінь · d6 білий пішак · e6 білий пішак · g6 білий кінь · h6 чорний пішак · c5 білий пішак · g5 чорний пішак · h5 чорний пішак · e4 чорний король · c3 чорний пішак · h3 чорна тура · a2 чорний ферзь · b2 чорний пішак · d2 чорний пішак · e2 чорний пішак · g1 білий слон | 8 |
| 7 | a8 білий слон · f8 біла тура · e7 біла тура · g7 білий король · h7 білий ферзь · c6 білий кінь · d6 білий пішак · e6 білий пішак · g6 білий кінь · h6 чорний пішак · c5 білий пішак · g5 чорний пішак · h5 чорний пішак · e4 чорний король · c3 чорний пішак · h3 чорна тура · a2 чорний ферзь · b2 чорний пішак · d2 чорний пішак · e2 чорний пішак · g1 білий слон | a8 білий слон · f8 біла тура · e7 біла тура · g7 білий король · h7 білий ферзь · c6 білий кінь · d6 білий пішак · e6 білий пішак · g6 білий кінь · h6 чорний пішак · c5 білий пішак · g5 чорний пішак · h5 чорний пішак · e4 чорний король · c3 чорний пішак · h3 чорна тура · a2 чорний ферзь · b2 чорний пішак · d2 чорний пішак · e2 чорний пішак · g1 білий слон | a8 білий слон · f8 біла тура · e7 біла тура · g7 білий король · h7 білий ферзь · c6 білий кінь · d6 білий пішак · e6 білий пішак · g6 білий кінь · h6 чорний пішак · c5 білий пішак · g5 чорний пішак · h5 чорний пішак · e4 чорний король · c3 чорний пішак · h3 чорна тура · a2 чорний ферзь · b2 чорний пішак · d2 чорний пішак · e2 чорний пішак · g1 білий слон | a8 білий слон · f8 біла тура · e7 біла тура · g7 білий король · h7 білий ферзь · c6 білий кінь · d6 білий пішак · e6 білий пішак · g6 білий кінь · h6 чорний пішак · c5 білий пішак · g5 чорний пішак · h5 чорний пішак · e4 чорний король · c3 чорний пішак · h3 чорна тура · a2 чорний ферзь · b2 чорний пішак · d2 чорний пішак · e2 чорний пішак · g1 білий слон | a8 білий слон · f8 біла тура · e7 біла тура · g7 білий король · h7 білий ферзь · c6 білий кінь · d6 білий пішак · e6 білий пішак · g6 білий кінь · h6 чорний пішак · c5 білий пішак · g5 чорний пішак · h5 чорний пішак · e4 чорний король · c3 чорний пішак · h3 чорна тура · a2 чорний ферзь · b2 чорний пішак · d2 чорний пішак · e2 чорний пішак · g1 білий слон | a8 білий слон · f8 біла тура · e7 біла тура · g7 білий король · h7 білий ферзь · c6 білий кінь · d6 білий пішак · e6 білий пішак · g6 білий кінь · h6 чорний пішак · c5 білий пішак · g5 чорний пішак · h5 чорний пішак · e4 чорний король · c3 чорний пішак · h3 чорна тура · a2 чорний ферзь · b2 чорний пішак · d2 чорний пішак · e2 чорний пішак · g1 білий слон | a8 білий слон · f8 біла тура · e7 біла тура · g7 білий король · h7 білий ферзь · c6 білий кінь · d6 білий пішак · e6 білий пішак · g6 білий кінь · h6 чорний пішак · c5 білий пішак · g5 чорний пішак · h5 чорний пішак · e4 чорний король · c3 чорний пішак · h3 чорна тура · a2 чорний ферзь · b2 чорний пішак · d2 чорний пішак · e2 чорний пішак · g1 білий слон | a8 білий слон · f8 біла тура · e7 біла тура · g7 білий король · h7 білий ферзь · c6 білий кінь · d6 білий пішак · e6 білий пішак · g6 білий кінь · h6 чорний пішак · c5 білий пішак · g5 чорний пішак · h5 чорний пішак · e4 чорний король · c3 чорний пішак · h3 чорна тура · a2 чорний ферзь · b2 чорний пішак · d2 чорний пішак · e2 чорний пішак · g1 білий слон | 7 |
| 6 | a8 білий слон · f8 біла тура · e7 біла тура · g7 білий король · h7 білий ферзь · c6 білий кінь · d6 білий пішак · e6 білий пішак · g6 білий кінь · h6 чорний пішак · c5 білий пішак · g5 чорний пішак · h5 чорний пішак · e4 чорний король · c3 чорний пішак · h3 чорна тура · a2 чорний ферзь · b2 чорний пішак · d2 чорний пішак · e2 чорний пішак · g1 білий слон | a8 білий слон · f8 біла тура · e7 біла тура · g7 білий король · h7 білий ферзь · c6 білий кінь · d6 білий пішак · e6 білий пішак · g6 білий кінь · h6 чорний пішак · c5 білий пішак · g5 чорний пішак · h5 чорний пішак · e4 чорний король · c3 чорний пішак · h3 чорна тура · a2 чорний ферзь · b2 чорний пішак · d2 чорний пішак · e2 чорний пішак · g1 білий слон | a8 білий слон · f8 біла тура · e7 біла тура · g7 білий король · h7 білий ферзь · c6 білий кінь · d6 білий пішак · e6 білий пішак · g6 білий кінь · h6 чорний пішак · c5 білий пішак · g5 чорний пішак · h5 чорний пішак · e4 чорний король · c3 чорний пішак · h3 чорна тура · a2 чорний ферзь · b2 чорний пішак · d2 чорний пішак · e2 чорний пішак · g1 білий слон | a8 білий слон · f8 біла тура · e7 біла тура · g7 білий король · h7 білий ферзь · c6 білий кінь · d6 білий пішак · e6 білий пішак · g6 білий кінь · h6 чорний пішак · c5 білий пішак · g5 чорний пішак · h5 чорний пішак · e4 чорний король · c3 чорний пішак · h3 чорна тура · a2 чорний ферзь · b2 чорний пішак · d2 чорний пішак · e2 чорний пішак · g1 білий слон | a8 білий слон · f8 біла тура · e7 біла тура · g7 білий король · h7 білий ферзь · c6 білий кінь · d6 білий пішак · e6 білий пішак · g6 білий кінь · h6 чорний пішак · c5 білий пішак · g5 чорний пішак · h5 чорний пішак · e4 чорний король · c3 чорний пішак · h3 чорна тура · a2 чорний ферзь · b2 чорний пішак · d2 чорний пішак · e2 чорний пішак · g1 білий слон | a8 білий слон · f8 біла тура · e7 біла тура · g7 білий король · h7 білий ферзь · c6 білий кінь · d6 білий пішак · e6 білий пішак · g6 білий кінь · h6 чорний пішак · c5 білий пішак · g5 чорний пішак · h5 чорний пішак · e4 чорний король · c3 чорний пішак · h3 чорна тура · a2 чорний ферзь · b2 чорний пішак · d2 чорний пішак · e2 чорний пішак · g1 білий слон | a8 білий слон · f8 біла тура · e7 біла тура · g7 білий король · h7 білий ферзь · c6 білий кінь · d6 білий пішак · e6 білий пішак · g6 білий кінь · h6 чорний пішак · c5 білий пішак · g5 чорний пішак · h5 чорний пішак · e4 чорний король · c3 чорний пішак · h3 чорна тура · a2 чорний ферзь · b2 чорний пішак · d2 чорний пішак · e2 чорний пішак · g1 білий слон | a8 білий слон · f8 біла тура · e7 біла тура · g7 білий король · h7 білий ферзь · c6 білий кінь · d6 білий пішак · e6 білий пішак · g6 білий кінь · h6 чорний пішак · c5 білий пішак · g5 чорний пішак · h5 чорний пішак · e4 чорний король · c3 чорний пішак · h3 чорна тура · a2 чорний ферзь · b2 чорний пішак · d2 чорний пішак · e2 чорний пішак · g1 білий слон | 6 |
| 5 | a8 білий слон · f8 біла тура · e7 біла тура · g7 білий король · h7 білий ферзь · c6 білий кінь · d6 білий пішак · e6 білий пішак · g6 білий кінь · h6 чорний пішак · c5 білий пішак · g5 чорний пішак · h5 чорний пішак · e4 чорний король · c3 чорний пішак · h3 чорна тура · a2 чорний ферзь · b2 чорний пішак · d2 чорний пішак · e2 чорний пішак · g1 білий слон | a8 білий слон · f8 біла тура · e7 біла тура · g7 білий король · h7 білий ферзь · c6 білий кінь · d6 білий пішак · e6 білий пішак · g6 білий кінь · h6 чорний пішак · c5 білий пішак · g5 чорний пішак · h5 чорний пішак · e4 чорний король · c3 чорний пішак · h3 чорна тура · a2 чорний ферзь · b2 чорний пішак · d2 чорний пішак · e2 чорний пішак · g1 білий слон | a8 білий слон · f8 біла тура · e7 біла тура · g7 білий король · h7 білий ферзь · c6 білий кінь · d6 білий пішак · e6 білий пішак · g6 білий кінь · h6 чорний пішак · c5 білий пішак · g5 чорний пішак · h5 чорний пішак · e4 чорний король · c3 чорний пішак · h3 чорна тура · a2 чорний ферзь · b2 чорний пішак · d2 чорний пішак · e2 чорний пішак · g1 білий слон | a8 білий слон · f8 біла тура · e7 біла тура · g7 білий король · h7 білий ферзь · c6 білий кінь · d6 білий пішак · e6 білий пішак · g6 білий кінь · h6 чорний пішак · c5 білий пішак · g5 чорний пішак · h5 чорний пішак · e4 чорний король · c3 чорний пішак · h3 чорна тура · a2 чорний ферзь · b2 чорний пішак · d2 чорний пішак · e2 чорний пішак · g1 білий слон | a8 білий слон · f8 біла тура · e7 біла тура · g7 білий король · h7 білий ферзь · c6 білий кінь · d6 білий пішак · e6 білий пішак · g6 білий кінь · h6 чорний пішак · c5 білий пішак · g5 чорний пішак · h5 чорний пішак · e4 чорний король · c3 чорний пішак · h3 чорна тура · a2 чорний ферзь · b2 чорний пішак · d2 чорний пішак · e2 чорний пішак · g1 білий слон | a8 білий слон · f8 біла тура · e7 біла тура · g7 білий король · h7 білий ферзь · c6 білий кінь · d6 білий пішак · e6 білий пішак · g6 білий кінь · h6 чорний пішак · c5 білий пішак · g5 чорний пішак · h5 чорний пішак · e4 чорний король · c3 чорний пішак · h3 чорна тура · a2 чорний ферзь · b2 чорний пішак · d2 чорний пішак · e2 чорний пішак · g1 білий слон | a8 білий слон · f8 біла тура · e7 біла тура · g7 білий король · h7 білий ферзь · c6 білий кінь · d6 білий пішак · e6 білий пішак · g6 білий кінь · h6 чорний пішак · c5 білий пішак · g5 чорний пішак · h5 чорний пішак · e4 чорний король · c3 чорний пішак · h3 чорна тура · a2 чорний ферзь · b2 чорний пішак · d2 чорний пішак · e2 чорний пішак · g1 білий слон | a8 білий слон · f8 біла тура · e7 біла тура · g7 білий король · h7 білий ферзь · c6 білий кінь · d6 білий пішак · e6 білий пішак · g6 білий кінь · h6 чорний пішак · c5 білий пішак · g5 чорний пішак · h5 чорний пішак · e4 чорний король · c3 чорний пішак · h3 чорна тура · a2 чорний ферзь · b2 чорний пішак · d2 чорний пішак · e2 чорний пішак · g1 білий слон | 5 |
| 4 | a8 білий слон · f8 біла тура · e7 біла тура · g7 білий король · h7 білий ферзь · c6 білий кінь · d6 білий пішак · e6 білий пішак · g6 білий кінь · h6 чорний пішак · c5 білий пішак · g5 чорний пішак · h5 чорний пішак · e4 чорний король · c3 чорний пішак · h3 чорна тура · a2 чорний ферзь · b2 чорний пішак · d2 чорний пішак · e2 чорний пішак · g1 білий слон | a8 білий слон · f8 біла тура · e7 біла тура · g7 білий король · h7 білий ферзь · c6 білий кінь · d6 білий пішак · e6 білий пішак · g6 білий кінь · h6 чорний пішак · c5 білий пішак · g5 чорний пішак · h5 чорний пішак · e4 чорний король · c3 чорний пішак · h3 чорна тура · a2 чорний ферзь · b2 чорний пішак · d2 чорний пішак · e2 чорний пішак · g1 білий слон | a8 білий слон · f8 біла тура · e7 біла тура · g7 білий король · h7 білий ферзь · c6 білий кінь · d6 білий пішак · e6 білий пішак · g6 білий кінь · h6 чорний пішак · c5 білий пішак · g5 чорний пішак · h5 чорний пішак · e4 чорний король · c3 чорний пішак · h3 чорна тура · a2 чорний ферзь · b2 чорний пішак · d2 чорний пішак · e2 чорний пішак · g1 білий слон | a8 білий слон · f8 біла тура · e7 біла тура · g7 білий король · h7 білий ферзь · c6 білий кінь · d6 білий пішак · e6 білий пішак · g6 білий кінь · h6 чорний пішак · c5 білий пішак · g5 чорний пішак · h5 чорний пішак · e4 чорний король · c3 чорний пішак · h3 чорна тура · a2 чорний ферзь · b2 чорний пішак · d2 чорний пішак · e2 чорний пішак · g1 білий слон | a8 білий слон · f8 біла тура · e7 біла тура · g7 білий король · h7 білий ферзь · c6 білий кінь · d6 білий пішак · e6 білий пішак · g6 білий кінь · h6 чорний пішак · c5 білий пішак · g5 чорний пішак · h5 чорний пішак · e4 чорний король · c3 чорний пішак · h3 чорна тура · a2 чорний ферзь · b2 чорний пішак · d2 чорний пішак · e2 чорний пішак · g1 білий слон | a8 білий слон · f8 біла тура · e7 біла тура · g7 білий король · h7 білий ферзь · c6 білий кінь · d6 білий пішак · e6 білий пішак · g6 білий кінь · h6 чорний пішак · c5 білий пішак · g5 чорний пішак · h5 чорний пішак · e4 чорний король · c3 чорний пішак · h3 чорна тура · a2 чорний ферзь · b2 чорний пішак · d2 чорний пішак · e2 чорний пішак · g1 білий слон | a8 білий слон · f8 біла тура · e7 біла тура · g7 білий король · h7 білий ферзь · c6 білий кінь · d6 білий пішак · e6 білий пішак · g6 білий кінь · h6 чорний пішак · c5 білий пішак · g5 чорний пішак · h5 чорний пішак · e4 чорний король · c3 чорний пішак · h3 чорна тура · a2 чорний ферзь · b2 чорний пішак · d2 чорний пішак · e2 чорний пішак · g1 білий слон | a8 білий слон · f8 біла тура · e7 біла тура · g7 білий король · h7 білий ферзь · c6 білий кінь · d6 білий пішак · e6 білий пішак · g6 білий кінь · h6 чорний пішак · c5 білий пішак · g5 чорний пішак · h5 чорний пішак · e4 чорний король · c3 чорний пішак · h3 чорна тура · a2 чорний ферзь · b2 чорний пішак · d2 чорний пішак · e2 чорний пішак · g1 білий слон | 4 |
| 3 | a8 білий слон · f8 біла тура · e7 біла тура · g7 білий король · h7 білий ферзь · c6 білий кінь · d6 білий пішак · e6 білий пішак · g6 білий кінь · h6 чорний пішак · c5 білий пішак · g5 чорний пішак · h5 чорний пішак · e4 чорний король · c3 чорний пішак · h3 чорна тура · a2 чорний ферзь · b2 чорний пішак · d2 чорний пішак · e2 чорний пішак · g1 білий слон | a8 білий слон · f8 біла тура · e7 біла тура · g7 білий король · h7 білий ферзь · c6 білий кінь · d6 білий пішак · e6 білий пішак · g6 білий кінь · h6 чорний пішак · c5 білий пішак · g5 чорний пішак · h5 чорний пішак · e4 чорний король · c3 чорний пішак · h3 чорна тура · a2 чорний ферзь · b2 чорний пішак · d2 чорний пішак · e2 чорний пішак · g1 білий слон | a8 білий слон · f8 біла тура · e7 біла тура · g7 білий король · h7 білий ферзь · c6 білий кінь · d6 білий пішак · e6 білий пішак · g6 білий кінь · h6 чорний пішак · c5 білий пішак · g5 чорний пішак · h5 чорний пішак · e4 чорний король · c3 чорний пішак · h3 чорна тура · a2 чорний ферзь · b2 чорний пішак · d2 чорний пішак · e2 чорний пішак · g1 білий слон | a8 білий слон · f8 біла тура · e7 біла тура · g7 білий король · h7 білий ферзь · c6 білий кінь · d6 білий пішак · e6 білий пішак · g6 білий кінь · h6 чорний пішак · c5 білий пішак · g5 чорний пішак · h5 чорний пішак · e4 чорний король · c3 чорний пішак · h3 чорна тура · a2 чорний ферзь · b2 чорний пішак · d2 чорний пішак · e2 чорний пішак · g1 білий слон | a8 білий слон · f8 біла тура · e7 біла тура · g7 білий король · h7 білий ферзь · c6 білий кінь · d6 білий пішак · e6 білий пішак · g6 білий кінь · h6 чорний пішак · c5 білий пішак · g5 чорний пішак · h5 чорний пішак · e4 чорний король · c3 чорний пішак · h3 чорна тура · a2 чорний ферзь · b2 чорний пішак · d2 чорний пішак · e2 чорний пішак · g1 білий слон | a8 білий слон · f8 біла тура · e7 біла тура · g7 білий король · h7 білий ферзь · c6 білий кінь · d6 білий пішак · e6 білий пішак · g6 білий кінь · h6 чорний пішак · c5 білий пішак · g5 чорний пішак · h5 чорний пішак · e4 чорний король · c3 чорний пішак · h3 чорна тура · a2 чорний ферзь · b2 чорний пішак · d2 чорний пішак · e2 чорний пішак · g1 білий слон | a8 білий слон · f8 біла тура · e7 біла тура · g7 білий король · h7 білий ферзь · c6 білий кінь · d6 білий пішак · e6 білий пішак · g6 білий кінь · h6 чорний пішак · c5 білий пішак · g5 чорний пішак · h5 чорний пішак · e4 чорний король · c3 чорний пішак · h3 чорна тура · a2 чорний ферзь · b2 чорний пішак · d2 чорний пішак · e2 чорний пішак · g1 білий слон | a8 білий слон · f8 біла тура · e7 біла тура · g7 білий король · h7 білий ферзь · c6 білий кінь · d6 білий пішак · e6 білий пішак · g6 білий кінь · h6 чорний пішак · c5 білий пішак · g5 чорний пішак · h5 чорний пішак · e4 чорний король · c3 чорний пішак · h3 чорна тура · a2 чорний ферзь · b2 чорний пішак · d2 чорний пішак · e2 чорний пішак · g1 білий слон | 3 |
| 2 | a8 білий слон · f8 біла тура · e7 біла тура · g7 білий король · h7 білий ферзь · c6 білий кінь · d6 білий пішак · e6 білий пішак · g6 білий кінь · h6 чорний пішак · c5 білий пішак · g5 чорний пішак · h5 чорний пішак · e4 чорний король · c3 чорний пішак · h3 чорна тура · a2 чорний ферзь · b2 чорний пішак · d2 чорний пішак · e2 чорний пішак · g1 білий слон | a8 білий слон · f8 біла тура · e7 біла тура · g7 білий король · h7 білий ферзь · c6 білий кінь · d6 білий пішак · e6 білий пішак · g6 білий кінь · h6 чорний пішак · c5 білий пішак · g5 чорний пішак · h5 чорний пішак · e4 чорний король · c3 чорний пішак · h3 чорна тура · a2 чорний ферзь · b2 чорний пішак · d2 чорний пішак · e2 чорний пішак · g1 білий слон | a8 білий слон · f8 біла тура · e7 біла тура · g7 білий король · h7 білий ферзь · c6 білий кінь · d6 білий пішак · e6 білий пішак · g6 білий кінь · h6 чорний пішак · c5 білий пішак · g5 чорний пішак · h5 чорний пішак · e4 чорний король · c3 чорний пішак · h3 чорна тура · a2 чорний ферзь · b2 чорний пішак · d2 чорний пішак · e2 чорний пішак · g1 білий слон | a8 білий слон · f8 біла тура · e7 біла тура · g7 білий король · h7 білий ферзь · c6 білий кінь · d6 білий пішак · e6 білий пішак · g6 білий кінь · h6 чорний пішак · c5 білий пішак · g5 чорний пішак · h5 чорний пішак · e4 чорний король · c3 чорний пішак · h3 чорна тура · a2 чорний ферзь · b2 чорний пішак · d2 чорний пішак · e2 чорний пішак · g1 білий слон | a8 білий слон · f8 біла тура · e7 біла тура · g7 білий король · h7 білий ферзь · c6 білий кінь · d6 білий пішак · e6 білий пішак · g6 білий кінь · h6 чорний пішак · c5 білий пішак · g5 чорний пішак · h5 чорний пішак · e4 чорний король · c3 чорний пішак · h3 чорна тура · a2 чорний ферзь · b2 чорний пішак · d2 чорний пішак · e2 чорний пішак · g1 білий слон | a8 білий слон · f8 біла тура · e7 біла тура · g7 білий король · h7 білий ферзь · c6 білий кінь · d6 білий пішак · e6 білий пішак · g6 білий кінь · h6 чорний пішак · c5 білий пішак · g5 чорний пішак · h5 чорний пішак · e4 чорний король · c3 чорний пішак · h3 чорна тура · a2 чорний ферзь · b2 чорний пішак · d2 чорний пішак · e2 чорний пішак · g1 білий слон | a8 білий слон · f8 біла тура · e7 біла тура · g7 білий король · h7 білий ферзь · c6 білий кінь · d6 білий пішак · e6 білий пішак · g6 білий кінь · h6 чорний пішак · c5 білий пішак · g5 чорний пішак · h5 чорний пішак · e4 чорний король · c3 чорний пішак · h3 чорна тура · a2 чорний ферзь · b2 чорний пішак · d2 чорний пішак · e2 чорний пішак · g1 білий слон | a8 білий слон · f8 біла тура · e7 біла тура · g7 білий король · h7 білий ферзь · c6 білий кінь · d6 білий пішак · e6 білий пішак · g6 білий кінь · h6 чорний пішак · c5 білий пішак · g5 чорний пішак · h5 чорний пішак · e4 чорний король · c3 чорний пішак · h3 чорна тура · a2 чорний ферзь · b2 чорний пішак · d2 чорний пішак · e2 чорний пішак · g1 білий слон | 2 |
| 1 | a8 білий слон · f8 біла тура · e7 біла тура · g7 білий король · h7 білий ферзь · c6 білий кінь · d6 білий пішак · e6 білий пішак · g6 білий кінь · h6 чорний пішак · c5 білий пішак · g5 чорний пішак · h5 чорний пішак · e4 чорний король · c3 чорний пішак · h3 чорна тура · a2 чорний ферзь · b2 чорний пішак · d2 чорний пішак · e2 чорний пішак · g1 білий слон | a8 білий слон · f8 біла тура · e7 біла тура · g7 білий король · h7 білий ферзь · c6 білий кінь · d6 білий пішак · e6 білий пішак · g6 білий кінь · h6 чорний пішак · c5 білий пішак · g5 чорний пішак · h5 чорний пішак · e4 чорний король · c3 чорний пішак · h3 чорна тура · a2 чорний ферзь · b2 чорний пішак · d2 чорний пішак · e2 чорний пішак · g1 білий слон | a8 білий слон · f8 біла тура · e7 біла тура · g7 білий король · h7 білий ферзь · c6 білий кінь · d6 білий пішак · e6 білий пішак · g6 білий кінь · h6 чорний пішак · c5 білий пішак · g5 чорний пішак · h5 чорний пішак · e4 чорний король · c3 чорний пішак · h3 чорна тура · a2 чорний ферзь · b2 чорний пішак · d2 чорний пішак · e2 чорний пішак · g1 білий слон | a8 білий слон · f8 біла тура · e7 біла тура · g7 білий король · h7 білий ферзь · c6 білий кінь · d6 білий пішак · e6 білий пішак · g6 білий кінь · h6 чорний пішак · c5 білий пішак · g5 чорний пішак · h5 чорний пішак · e4 чорний король · c3 чорний пішак · h3 чорна тура · a2 чорний ферзь · b2 чорний пішак · d2 чорний пішак · e2 чорний пішак · g1 білий слон | a8 білий слон · f8 біла тура · e7 біла тура · g7 білий король · h7 білий ферзь · c6 білий кінь · d6 білий пішак · e6 білий пішак · g6 білий кінь · h6 чорний пішак · c5 білий пішак · g5 чорний пішак · h5 чорний пішак · e4 чорний король · c3 чорний пішак · h3 чорна тура · a2 чорний ферзь · b2 чорний пішак · d2 чорний пішак · e2 чорний пішак · g1 білий слон | a8 білий слон · f8 біла тура · e7 біла тура · g7 білий король · h7 білий ферзь · c6 білий кінь · d6 білий пішак · e6 білий пішак · g6 білий кінь · h6 чорний пішак · c5 білий пішак · g5 чорний пішак · h5 чорний пішак · e4 чорний король · c3 чорний пішак · h3 чорна тура · a2 чорний ферзь · b2 чорний пішак · d2 чорний пішак · e2 чорний пішак · g1 білий слон | a8 білий слон · f8 біла тура · e7 біла тура · g7 білий король · h7 білий ферзь · c6 білий кінь · d6 білий пішак · e6 білий пішак · g6 білий кінь · h6 чорний пішак · c5 білий пішак · g5 чорний пішак · h5 чорний пішак · e4 чорний король · c3 чорний пішак · h3 чорна тура · a2 чорний ферзь · b2 чорний пішак · d2 чорний пішак · e2 чорний пішак · g1 білий слон | a8 білий слон · f8 біла тура · e7 біла тура · g7 білий король · h7 білий ферзь · c6 білий кінь · d6 білий пішак · e6 білий пішак · g6 білий кінь · h6 чорний пішак · c5 білий пішак · g5 чорний пішак · h5 чорний пішак · e4 чорний король · c3 чорний пішак · h3 чорна тура · a2 чорний ферзь · b2 чорний пішак · d2 чорний пішак · e2 чорний пішак · g1 білий слон | 1 |
|   | a | b | c | d | e | f | g | h |   |

FEN: B4R2/4R1KQ/2NPP1Np/2P3pp/4k3/2p4r/qp1pp3/6B1
1. Ree8! ~ 2. Sge7#
1. ... Qxe6 2. Sb4#
- — - — - — -
1. ... Rf3 2. Sf4#
1. ... Qd5 2. Sge5#
1. ... Kd3 2. Sge5#
1. ... Kd5 2. Sa5#